# Charles-Stanislas Canlers
Charles-Stanislas Canlers né en 1764 à Tournay (Pays-Bas autrichiens) et mort en 1812 est un sculpteur, ciseleur et fondeur français.

## Biographie
Charles-Stanislas Canlers est admis à l’École des beaux-arts de Paris où il est élève de Claude Dejoux. En 1808, il obtient le troisième prix de Rome en sculpture avec Dédale met des ailes à son fils Icare,.
Napoléon Ier le nomme président d’une commission chargée de faire un relevé de monuments romains.
Il s’associe au fondeur Honoré Gonon (1780-1850) pour produire, en fonte au sable, des bronzes dont certains sont commandés par Dominique Vivant Denon, directeur général du Museum central des arts, qui devient le musée Napoléon, puis le musée royal du Louvre. Le fondeur Jean-Baptiste Launay était associé à Charles-Stanislas Canlers et avait sa fonderie au 6, place de la Fidélité.
Charles-Stanislas Canlers meurt assassiné en 1812.

## Œuvres et travaux de restauration
Allemagne
- Berlin :
  - musée de Pergame : restauration de l’Orant, statue antique en bronze, annexée par Napoléon Ier[6].
  - porte de Brandebourg : restauration du Quadrige de Johann Gottfried Schadow.

France
- Paris :
  - place Vendôme : Aigles, bas-reliefs du piédestal de la colonne Vendôme. « La fonte de toutes les pièces de la colonne a été commencée par M. de Launay et achevée par M. Canlers, dans les ateliers construits dans l'enceinte de la foire Saint-Laurent »[7].
  - palais du Louvre : ciselure des portes en bronze[Lesquelles ?] du palais.
- localisation inconnue : Buste de Napoléon Ier, fonte de l'œuvre d'Antoine-Denis Chaudet[8].